# Roger Gustafsson
Roger Gustafsson (* 29. Februar 1952 in Göteborg) ist ein ehemaliger schwedischer Fußballspieler und -trainer. Nach einer Spielerkarriere als Abwehrspieler, die ihm einige Erstligaeinsätze ermöglicht hatte und hauptsächlich im unteren Ligabereich stattfand, gewann er als Trainer des IFK Göteborg mehrfach den schwedischen Meistertitel und den Landespokal. Er ist insbesondere als Trainer der Mannschaft in Erinnerung, die als Außenseiter in die Gruppenphase der UEFA Champions League 1994/95 gestartet als Tabellenführer vor dem FC Barcelona, Manchester United und Galatasaray Istanbul ins Viertelfinale einzog, in dem sie am FC Bayern München scheiterte. Später war er als Funktionär insbesondere im Jugendbereich tätig.

## Werdegang

### Spielerkarriere
Gustafsson begann seine Spielerkarriere beim Göteborger Klub BK Häcken. Beim unterklassig antretenden Klub, der Anfang der 1970er Jahre zwischen vierten und fünftem Spielniveau pendelte, machte er die Verantwortlichen des höherklassig antretenden Ortsrivalen GAIS auf sich aufmerksam. Vor Beginn der Erstliga-Spielzeit 1974 schloss er sich dem Klub in der Allsvenskan an. An der Seite von Kenneth Wessberg, Eine Fredriksson, Sten Pålsson und Nils Norlander war er hauptsächlich Ergänzungsspieler und bestritt in seiner ersten Spielzeit in Schwedens Eliteserie neun Erstligaeinsätze. Zwar erzielte er in seinem zweiten Jahr sein erstes Ligator für den Klub, unter Trainer Vilmos Várszegi gehörte er jedoch weiterhin nicht zur Stammmannschaft und konnte somit den Abstieg der Mannschaft in die zweite Liga nicht verhindern.
Gustafsson kehrte daraufhin zu seinem Heimatverein BK Häcken zurück, der im selben Jahr in die dritte Liga aufgestiegen war. Hier war er eine der Stützen, die dem Klub nach einem achten Rang im ersten Jahr zur Staffelmeisterschaft 1977 in der Division 3 Nordvästra Götaland verhalfen. In der Aufstiegsrunde setzte er sich mit dem Klub trotz einer Niederlage gegen IK Brage vor Degerfors IF und Motala AIF als Gruppenzweiter durch. Jedoch verließ er nach dem Erfolg den Klub und kehrte zu GAIS zurück. Erneut kam er bei dem Klub, der sich in den zwei Jahren seiner erneuten Vereinszugehörigkeit hinter BK Häcken platzierte, nur unregelmäßig zum Einsatz. Anschließend kehrte er erneut zu BK Häcken zurück.

### Trainerlaufbahn
1983 übernahm Gustafsson einen Trainerposten in der Nachwuchsabteilung von IFK Göteborg. Nachdem die von Sven-Göran Eriksson und Gunder Bengtsson im Laufe der 1980er Jahre zweimal zum UEFA-Pokal-Sieg geführte Mannschaft unter Trainer Kjell Pettersson in der Spielzeit 1989 als Tabellensiebter ins hintere Mittelfeld abgerutscht war und die Meisterschaftsendrunde verpasst hatte, rückte er vor Beginn der Spielzeit 1990 zum Trainer des Erstligisten auf. Nachdem sein Trainerdebüt in der Allsvenskan mit einer 0:6-Niederlage gegen IFK Norrköping misslungen war, führte er die Mannschaft um Thomas Ravelli, Magnus Johansson, Kaj Eskelinen, Stefan Rehn und Pontus Kåmark als Tabellenführer der regulären Spielzeit in die Endrunde. Dort erreichte er das Endspiel gegen IFK Norrköping und rächte sich mit einem 3:0-Auswärtserfolg für die Auftaktniederlage. Mit einem 0:0-Remis im Ullevi sicherte er sich mit der Mannschaft im Rückspiel den Meistertitel.
Auch in der anschließenden Spielzeit dominierte Gustafsson mit der Mannschaft die Meisterschaft und holte mit einem 3:2-Erfolg nach Verlängerung im Endspiel um den Landespokal gegen AIK das Double. Hatte der Klub im Europapokal der Landesmeister 1991/92 noch die Gruppenphase verpasst, setzte sie sich in den ersten Runden der UEFA Champions League 1992/93 gegen Beşiktaş Istanbul und Lech Posen durch und war beim Auftakt des neu geschaffenen Wettbewerbs prompt unter den besten acht Vereinen vertreten. Nach zwei Niederlagen gegen den verlustpunktfreien Gruppensieger AC Mailand und im abschließenden, bedeutungslosen Spiel gegen den FC Porto verpasste er als Gruppenzweiter das Endspiel im Olympiastadion München. Dennoch war das Jahr 1993 nicht ohne Titelerfolg, zum dritten Mal in vier Jahren holte IFK Göteborg den Meistertitel. Damit in der Qualifikation zur Champions League 1994/95 vertreten, in der Sparta Prag bezwungen wurde, sorgte die Mannschaft um Jesper Blomqvist, Magnus Erlingmark, Stefan Pettersson und Joachim Björklund in der Gruppenphase für Furore. Zwar ging das Auftaktmatch gegen Manchester United verloren, anschließend setzte sich die Mannschaft mit vier Siegen in Folge – einem 2:1-Heimerfolg gegen den FC Barcelona, jeweils 1:0-Siege gegen Galatasaray Istanbul sowohl in Schweden als auch der Türkei und einem 3:1-Heimsieg gegen Manchester United – an die Spitze der Tabelle. Auch beim abschließenden Spiel im Camp Nou blieb Gustafssons Elf ohne Niederlage und trennte sich 1:1-Unentschieden. Auch in den beiden Viertelfinalspielen gegen den deutschen Vertreter FC Bayern München ging kein Spiel verloren. Im Münchener Olympiastadion kam es zu einem torlosen Remis, ehe im Rückspiel Alexander Zickler und Christian Nerlinger den deutschen Klub in Front schossen. Zwar glichen der eingewechselte Mats Lilienberg und Mikael Martinsson den Spielstand noch aus, aufgrund der Auswärtstorregel verpasste die schwedische Mannschaft den Einzug ins Halbfinale. Nachdem er die Mannschaft am Ende der Spielzeit 1995 erneut zur Meisterschaft geführt hatte, zog er sich zurück und übergab er das Traineramt an Mats Jingblad.

### Funktionärstätigkeit und kurze Rückkehr als Trainer
Gustafsson kehrte in die Jugendarbeit zurück. Einerseits arbeitete er weiterhin für IFK Göteborg, andererseits entwickelte er in Zusammenarbeit mit dem Svenska Fotbollförbundet und dem Göteborger Fußballverband ein Konzept zur Verbesserung der Jugendarbeit in Schweden, das unter dem Namen „Fotbollens hemligheter“ veröffentlicht wurde. Später wurde er Sportdirektor beim IFK Göteborg. 
Als im Laufe der Spielzeit 2002 die Mannschaft in Abstiegsgefahr geriet, beerbte Gustafsson Ende August des Jahres Stefan Lundin als Trainer. Bis zum Saisonende im Amt überstand die Mannschaft unter seiner Leitung die Relegationsspiele gegen den Lokalrivalen Västra Frölunda IF und blieb erstklassig. Anschließend wurde der ehemalige Trainer der dänischen Nationalmannschaft Bosse Johansson neuer Trainer, Gustafsson kehrte ins Management zurück. Als Nachwuchskoordinator gehörte er 2007 zu den Gründungsvätern der Änglagårdsskolan, die nach dem Vorbild von La Masia eine parallele Schul- und Fußballerausbildung beim IFK Göteborg fördern soll.
An der Seite von Pia Sundhage, Jörgen Pettersson und Magnus Wislander wurde Gustafsson im Mai 2010 in die Ruhmeshalle des Göteborger Sports aufgenommen.

### Erfolge und Auszeichnungen
- Schwedischer Meister: 1990, 1991, 1993, 1994, 1995
- Schwedischer Pokalsieger: 1991
- Mitglied der Hall of Fame des Göteborger Sports